# Mission sui juris d'Afghanistan
La mission sui juris d'Afghanistan est une juridiction de l'Église catholique qui relève du Saint-Siège et qui couvre l'ensemble du territoire de l'Afghanistan.

## Histoire
En 1921, le roi afghan Amanullah autorise l'ouverture d'un lieu de culte catholique en Afghanistan. Depuis la conquête arabe de l'Asie centrale au VIIe siècle c'est la première fois qu'un gouvernement autorise l'établissement officiel d'une présence catholique en Afghanistan. Le lieu de culte est  inauguré le 1er janvier 1933 (la chapelle Notre-Dame de la Divine Providence) et dépend de l'ambassade d'Italie à Kaboul. Cette chapelle constitue à ce jour le seul lieu de culte catholique sur l'ensemble du territoire afghan.
Le pape Pie XI établit une mission en Afghanistan et la confie aux clercs réguliers de Saint-Paul. Le 16 mai 2002 le pape Jean-Paul II élève cette mission au rang de mission sui juris qui devient la  « mission sui juris d'Afghanistan » et la laisse à la charge des clercs réguliers de Saint-Paul.
En 2014, le pape François nomme le père barnabites Giovanni M. Scalese (de) à la tête de cette mission.
La communauté chrétienne afghane compterait aujourd'hui entre 3000 à 5000 fidèles vivant leur foi clandestinement. Selon l'Index mondial de persécution des chrétiens 2022 l'Afghanistan est le pays où les chrétiens sont le plus persécuté.

## Blason de la missionsui jurisd'Afghanistan
L'écu se blasonne ainsi : sur fond bleu (azur), un croissant d'argent surmonté d'une étoile à huit rais d'or (argent et or les couleurs du Saint-Siège, dont dépend la mission). L'ensemble est bordé de noir en haut (sable), de rouge à gauche (gueules) et de vert à droite (sinople), correspondant aux couleurs traditionnelles de l'Afghanistan.
L'écu est posé en pal sur une croix processionnelle d’Hérat, l’un des rares vestiges de l’héritage chrétien en Afghanistan.
Sous le blason figure un ruban argenté doublé de gueules (rouge), portant en lettres de sable la devise Orietur Stella (« une étoile se lèvera »).

## Supérieurs
- 16 mai 2002 - 4 novembre 2014 : Giuseppe Moretti[7].
- depuis le 4 novembre 2014 : Giovanni M. Scalese (de)[8].